# Caterina Bertran Miquel
Caterina Bertran Miquel (Gelida, 1383 - Barcelona, 29 d'agost de 1470) fou una noble catalana relacionada amb Barcelona, Cardona i Gelida. Filla de Francesc Bertran, falconer del rei Joan I i senyor de Gelida, i de Caterina Miquel, filla del senyor de Palau-Sator. Muller de Jaume Colom i Marimon.

## Biografia
Caterina Bertran i Miquel deuria néixer a Gelida cap al 1383. Es casà cap al 1398 amb Jaume Colom i Marimon, ciutadà honrat de Barcelona, propietari del call barceloní i conseller de Barcelona durant els anys 1421-1423. El matrimoni vivia a cavall entre Barcelona i Cardona, d'on procedia la família dels Colom. Tingueren nou fills dels quals tres moriren molt petits.
Poc després del casament, Jaume Colom encarregà a Francesc Loral, canonge de la Seu de Barcelona, que portés la comptabilitat particular tant d'ell com de la seva casa. D'aquesta manera es coneix la marxa de la casa, ja que hi són anotades totes les despeses durant quatre anys, les que van de 1400 a 1404, podent seguir totes les compres casolanes necessàries a una casa de la distinció dels Colom. Al principi del llibre hi ha un resum de cada apartat en què està dividit el manuscrit, cosa que el fa molt consultable.
Caterina no acostumava a disposar de diners sinó que feia el dispendi casolà de diverses maneres: anava ella o alguna criada a comprar i l'administrador ho pagava després, feia l'encàrrec directament al canonge o ho feia a través de secretaris que tenia el seu marit. Algunes despeses domèstiques no estan especificades i apareixen englobades amb el nom de “menuderies”. També apareixen dispendis extraordinaris o anades a Cardona.
Quedà vídua al voltant de 1433. Ella feu nombrosos testaments, el primer esborrany és de l'any 1420 i l'últim del 18 de març de 1470. En aquest últim nomena marmessors els seus fills Guillem, Francesc, Joan i Lluís, la seva germana Angelina, Ramon Bertran i un prevere de santa Maria del Mar. Vol ser enterrada vestida amb l'hàbit dels framenors i en el seu monestir d'aquests frares. L'havien d'acompanyar 12 frares junt amb 4 pobres vestits de tela humil i negra. Havien de treure el fèretre de nit per poder vetllar fins a l'hora de fer l'enterrament. Després de les habituals deixes pietoses, feia donacions als parents: germana, fills, joves, nebodes i especialment nets. En nomenà un, Jaume, fill de Joan, hereu universal.
Caterina morí a finals del mes d'agost de 1470 i el seu testament fou obert i llegit el dia 1 de setembre. Visqué uns 85 anys, i durant aquests anys patí els grans conflictes que afectaren Catalunya, especialment la guerra civil durant el regnat de Joan II, en la qual, tant els Bertran com els Colom, prengueren part en el bàndol que resultà perdedor.